# كأس السلام 2009
بطولة كأس السلام للعام 2009م، هي بطولة ودية هدفها استعداد الفرق المشاركة بها للموسم الجديد وهي النسخة الرابعة من هذه البطولة، وأهم ما يميز البطولة أنها تجمع فرق من مختلف القارات والبلدان حيث يحصل الاحتكاك بين اللاعبين ما ينتج عنه تبادل للخبرات والمهارات، وهذه النسخة هي باستضافة إسبانيا عبر ناديها الملكي ريال مدريد في الفترة من 24 يوليو ~ 2 أغسطس في خمسة مدن إسبانيا هي مدريد وإشبيلية وملقا وخيريس وريكرياتيفو هويلقا، وعدد الفرق المشاركة بها 12 فريقاً من أربعة إتحادات قارية مقسمين على أربع مجموعات في كل مجموعة ثلاثة فرق، حيث يعد فريق أولمبيك ليون الفرنسي هو بطل النسخة الماضية التي أقيمت في عام و فاز نادي الاتحاد السعودي لكرة القدم بنتيجة 4-22007م

## الملاعب
الموقع الرسمي للبطولة هو الأندلس. غير أن بعض المباريات ستقام في مدريد.
| إشبيلية              | إشبيلية           | مالقة             |
| -------------------- | ----------------- | ----------------- |
| رامون سانشيز بيزخوان | ملعب لا كارتوخا   | ملعب لا روزاليدا  |
| السعة: 42,649        | السعة: 57,619     | السعة: 28,963     |
|                      |                   |                   |
|                      |                   |                   |
| خيريز                | هويلفا            | مدريد             |
| Chapín               | Estadio Colombino | سانتياغو بيرنابيو |
| السعة: 20,300        | السعة: 13,000     | السعة: 80,354     |
|                      |                   |                   |

## الفرق المشاركة في البطولة
| البلد            | الفريق                |
| ---------------- | --------------------- |
| الإكوادور ·      | ليغا دي كويتو         |
| إنجلترا ·        | أستون فيلا            |
| فرنسا ·          | ليون                  |
| إيطاليا ·        | يوفنتوس               |
| المكسيك ·        | أطلنطا                |
| البرتغال ·       | بورتو                 |
| السعودية ·       | الاتحاد               |
| كوريا الجنوبية · | سيونغنام إلهوا تشونما |
| إسبانيا ·        | ملقا                  |
| إسبانيا ·        | إشبيلية               |
| إسبانيا ·        | ريال مدريد            |
| تركيا ·          | بيشتكاش               |

تم تقسيم فرق البطولة الـ 12 إلى أربعة مجموعات تضم كل مجموعة 3 فرق من أربع إتحادات قارية على أن يتأهل بطل كل مجموعة إلى الدور الثاني من البطولة.

## المجموعة الأولى
اللون الأخضر يعني تأهل الفريق إلى المرحلة المقبلة (الدور الثاني)
| اسم الفريق            | لعب | فاز | تعادل | خسر | له | عليه | الفرق | النقاط |
| --------------------- | --- | --- | ----- | --- | -- | ---- | ----- | ------ |
| يوفنتوس               | 2   | 2   | 0     | 0   | 5  | 1    | +4    | 6      |
| إشبيلية               | 2   | 0   | 1     | 1   | 1  | 2    | -1    | 1      |
| سيونغنام إلهوا تشونما | 2   | 0   | 1     | 1   | 0  | 3    | -3    | 1      |

| إشبيلية                | 1–2 | يوفنتوس                                                  |
| ---------------------- | --- | -------------------------------------------------------- |
| سيباستيان سكيلاتشي 81' |     | كارفالهو دي أوليفيرا اماوري 26' · فينتشينزو ياكوينتا 66' |

| إشبيلية | 0 – 0 | سيونغنام إلهوا تشونما |
| ------- | ----- | --------------------- |
|         |       |                       |

| يوفنتوس | 3 – 0 | سيونغنام إلهوا تشونما |
| ------- | ----- | --------------------- |
|         |       |                       |

## المجموعة الثانية
اللون الأخضر يعني تأهل الفريق إلى المرحلة المقبلة (الدور الثاني)
| ريال مدريد | 2 | 1 | 1 | 0 | 5 | 3 | 2  | 4 | ليغا دي كويتو | 2 | 1 | 0 | 1 | 5 | 5 | 0 | 3 |
| اتحاد جدة  | 2 | 0 | 1 | 1 | 2 | 4 | -2 | 1 |               |   |   |   |   |   |   |   |   |

| ليغا دي كويتو                                          | 3 – 1 | اتحاد جدة      |
| ------------------------------------------------------ | ----- | -------------- |
| نيسير رياكسو 20' · باول أمبروسي 41' · كلاوديو غراف 72' |       | سعود كريري 74' |

| ريال مدريد         | 1 – 1 | اتحاد جدة         |
| ------------------ | ----- | ----------------- |
| راؤول غونزاليس 56' |       | هشام بو شروان 64' |

| ريال مدريد | 4 – 2 | ليغا دي كويتو |
| ---------- | ----- | ------------- |
|            |       |               |

## المجموعة الثالثة
اللون الأخضر يعني تأهل الفريق إلى المرحلة المقبلة (الدور الثاني)
| اسم الفريق  | لعب | فاز | تعادل | خسر | له | عليه | الفرق | النقاط |
| ----------- | --- | --- | ----- | --- | -- | ---- | ----- | ------ |
| أطلنطا      | 1   | 1   | 0     | 0   | 3  | 1    | 2     | 3      |
| ملقا        | 2   | 1   | 0     | 1   | 2  | 3    | -1    | 3      |
| أوستون فيلا | 1   | 0   | 0     | 1   | 0  | 1    | -1    | 0      |

| ملقا                   | 1 – 0 | أوستون فيلا |
| ---------------------- | ----- | ----------- |
| فرناندو فوريستييري 80' |       |             |

| ملقا            | 1 – 3 | أطلنطا                                                                        |
| --------------- | ----- | ----------------------------------------------------------------------------- |
| البيرت لوكي 25' |       | جابريل ايرنيستو بيريرا 17' · رافاييل ماركيز لوغو 67' · كريستيان بيرميوديز 73' |

| أوستون فيلا | 3 – 1 | أطلنطا |
| ----------- | ----- | ------ |
|             |       |        |

## المجموعة الرابعة
اللون الأخضر يعني تأهل الفريق إلى المرحلة المقبلة (الدور الثاني)
| اسم الفريق   | لعب | فاز | تعادل | خسر | له | عليه | الفرق | النقاط |
| ------------ | --- | --- | ----- | --- | -- | ---- | ----- | ------ |
| نادي بورتو   | 1   | 1   | 0     | 0   | 3  | 1    | 2     | 3      |
| بيشتكاش      | 1   | 0   | 1     | 0   | 1  | 1    | 0     | 1      |
| أولمبيك ليون | 2   | 0   | 1     | 1   | 1  | 3    | -2    | 1      |

| أولمبيك ليون     | 1 – 1 | بيشتكاش          |
| ---------------- | ----- | ---------------- |
| كيم كالستروم 68' |       | مارسيو نوبري 85' |

| أولمبيك ليون | 0 – 2 | نادي بورتو          |
| ------------ | ----- | ------------------- |
|              |       | هالك 10' · هالك 75' |

| بيشتكاش | 0 – 0 | نادي بورتو |
| ------- | ----- | ---------- |
|         |       |            |

## وصلات خارجية
الموقع الرسمي لبطولة كأس السلام الدولية